# Primetime-Emmy-Verleihung 1964
Die 16. Emmy-Verleihung fand am 25. Mai 1964 im Hollywood Palladium in Los Angeles, Kalifornien, USA statt. Die Zeremonie wurde von Joey Bishop und E. G. Marshall moderiert.

## Nominierungen und Gewinner

### Programmpreise
| Kategorie | Preisträger                                    | Programm                              | Nominierungen |
| --- | ---------------------------------------------- | ------------------------------------- | --- |
| Program Of The Year (Programm des Jahres)                                                                     |                                                | The Making of the President 1960, ABC | The American Revolution Of '63, NBC The Kremlin, NBC Preston & Preston (Episode 3.16: Blacklist), CBS Town Meeting Of The World, CBS |
| Outstanding Program Achievement In The Field Of Drama (Beste Dramaserie)                                      |                                                | Preston & Preston, CBS                | Bob Hope Presents the Chrysler Theatre, NBC East Side/West Side, CBS Mr. Novak, NBC The Richard Boone Show, NBC |
| Outstanding Program Achievement In The Field of Variety (Beste Unterhaltungssendung)                          |                                                | The Danny Kaye Show, CBS              | The Andy Williams Show, NBC The Garry Moore Show, CBS The Judy Garland Show, CBS The Tonight Show Starring Johnny Carson, NBC |
| Outstanding Achievement In The Field Of Music (Beste Musiksendung)                                            |                                                | The Bell Telephone Hour, NBC          | The Lively Ones, NBC New York Philharmonic Young People's Concerts, CBS |
| Outstanding Program Achievement In The Field Of Comedy (Beste Comedyserie)                                    |                                                | The Dick Van Dyke Show, CBS           | The Bill Dana Show, NBC Katy, ABC McHale's Navy, ABC That Was The Week That Was, NBC |
| Outstanding Program Achievement In The Field Of News Reports (Beste Nachrichtensendung)                       |                                                | Huntley-Brinkley Report, NBC          | ABC Evening News, ABC CBS Evening News, CBS NBC Special News Reports, NBC |
| Outstanding Program Achievement In The Field Of News Commentary Or Public Affairs (Beste Informationssendung) |                                                | NBC White Paper, NBC                  | The American Revolution Of '63, NBC CBS Reports, CBS Chronicle, CBS Town Meeting Of The World, CBS |
| Outstanding Program Achievement In The Field Of Documentary Programs (Beste Dokumentation)                    | Mel Stuart, Theodore H. White, David L. Wolper | The Making of the President 1960, ABC | Norman Borisoff, Aram Boyajian, George Vicas für The Kremlin, NBC Lou Hazam für Greece: The Golden Age, NBC William Jersey für The DuPont Show of the Week (Episode 3.6: Manhattan Battleground), NBC Isaac Kleinerman für The 20th Century, CBS Helen Jean Rogers, John H. Secondari für Saga of Western Man, ABC |
| Outstanding Achievement In The Field Of Children’s Programming (Bestes Kinderprogramm)                        |                                                | Discovery, ABC                        | Exploring, NBC Im Reich der wilden Tiere, NBC NBC Children’s Theatre, NBC Science All-Stars, ABC |

### Regiepreise
| Kategorie                                                                                                   | Preisträger     | Programm                                                 | Nominierungen |
| --- | --------------- | -------------------------------------------------------- | --- |
| Outstanding Directorial Achievement In Drama (Beste Regie Drama)                                            | Tom Gries       | East Side/West Side (Episode 1.7: Who Do You Kill?), CBS | Paul Bogart für Preston & Preston (Episode 3.23: Moment Of Truth), CBS Sydney Pollack für Bob Hope Presents the Chrysler Theatre (Episode 1.2: Something About Lee Wiley), NBC Stuart Rosenberg für Preston & Preston (Episode 3.16: Blacklist), CBS George Schaefer für Hallmark Hall of Fame (Episode: The Patriots), NBC |
| Outstanding Directorial Achievement In Comedy (Beste Regie Comedy)                                          | Jerry Paris     | The Dick Van Dyke Show, CBS                              | Sidney Lanfield für McHale's Navy, ABC Paul Nickell, William D. Russell, Don Taylor für Katy, ABC Richard Whorf für Beverly Hillbillies, CBS |
| Outstanding Directorial Achievement In Variety Or Music (Beste Regie Unterhaltung oder Musik)               | Robert Scheerer | The Danny Kaye Show, CBS                                 | Roger Englander für New York Philharmonic Young People's Concerts (Episode 7.1: A Tribute To Teachers), CBS Bob Henry für The Andy Williams Show, NBC Marshall Jamison für That Was The Week That Was, NBC Clark Jones, Sid Smith für The Bell Telephone Hour, NBC                                                          |
| Outstanding Achievement In Art Direction And Scenic Design (Beste künstlerische Regie und Szenengestaltung) | Warren Clymer   | Hallmark Hall of Fame (Episode: The Fantasticks), NBC    | Robert Kelly, Gary Smith für The Judy Garland Show, CBS Jack Poplin für The Outer Limits, ABC Edward Stephenson für The Danny Kaye Show, CBS |

### Drehbuchpreise
| Kategorie                                                                                | Preisträger                          | Programm                                                                     | Nominierungen |
| ---------------------------------------------------------------------------------------- | ------------------------------------ | ---------------------------------------------------------------------------- | --- |
| Outstanding Writing Achievement In Drama - Original (Bestes Original-Dramadrehbuch)      | Ernest Kinoy                         | Preston & Preston (Episode 3.16: Blacklist), CBS                             | James Bridges für Alfred Hitchcock präsentiert (Episode: The Jar), CBS Robert Hartung für Hallmark Hall of Fame (Episode: The Patriots), NBC Walter Newman für The Richard Boone Show (Episode 1.15: The Hooligan), NBC |
| Outstanding Writing Achievement In Drama - Adaptation (Bestes adaptiertes Dramadrehbuch) | Rod Serling                          | Bob Hope Presents the Chrysler Theatre (Episode 1.10: It's Mental Work), NBC | Arnold Perl für East Side/West Side (Episode 1.7: Who Do You Kill?), CBS David Rayfiel für Bob Hope Presents the Chrysler Theatre (Episode 1.2: Something About Lee Wiley), NBC Allan Sloane für Breaking Point (Episode 1.9: And James Was A Very Small Snail), ABC Adrian Spies für Dr. Kildare (Episode 2.34: What's God to Julius?), NBC                             |
| Outstanding Writing Achievement In Comedy Or Variety (Bestes Comedydrehbuch)             | Sam Denoff, Bill Persky, Carl Reiner | The Dick Van Dyke Show                                                       | Herbert Baker, Gary Belkin, Ernest Chambers, Larry Gelbart, Saul Ilson, Sheldon Keller, Paul Mazursky, Mel Tolkin, Larry Tucker für The Danny Kaye Show, CBS Jerry Davis, Larry Gethers, Lee Loeb, John McGreevey für Katy, ABC Robert Emmett, Gerald Gardner, Thomas Meehan, David Panich, Ed Sherman, Sam Turtletaub, Tony Webster für That Was The Week That Was, NBC |

### Technik-/Musikpreise
| Kategorie                                                                                  | Preisträger        | Programm                              | Nominierungen |
| ------------------------------------------------------------------------------------------ | ------------------ | ------------------------------------- | --- |
| Outstanding Achievement In Cinematography For Television (Beste TV-Kamera)                 | J. Baxter Peters   | The Kremlin, NBC                      | Bradford Kress für Greece: The Golden Age, NBC Jack Priestley für East Side/West Side, CBS Bud Thackery für Kraft Suspense Theatre, NBC |
| Outstanding Achievement In Electronic Camera Work (Beste elektronische Kamera)             |                    | The Danny Kaye Show, CBS              | The Bell Telephone Hour, NBC The DuPont Show of the Week, NBC The Lively Ones, NBC |
| Outstanding Achievement In Film Editing For Television (Bester TV-Schnitt)                 | William Cartwright | The Making of the President 1960, ABC | James Algie, Samuel Cohen, Hans Dudelheim, Walter Essenfeld, Alexander Hamilton, Edward Lempa, Walter Moran, Nils Rasmussen, John Roberts, Robert Sandbo, Edward Shea für Saga of Western Man, ABC Aram Boyajian für The Kremlin, NBC Constantine S. Gochis für Greece: The Golden Age, NBC Danny B. Landres, Milton Shifman, Richard G. Wray für Arrest and Trial, ABC |
| Outstanding Achievement In Original Music Composed For Television (Beste TV-Originalmusik) | Elmer Bernstein    | The Making of the President 1960, ABC | Georges Auric für The Kremlin, NBC John Barry für Elizabeth Taylor in London, CBS Kenyon Hopkins für East Side/West Side, CBS George Kleinsinger für Greece: The Golden Age, NBC Ulpio Minucci, Joe Moon, Rayburn Wright für Saga of Western Man, ABC |

### Darstellerpreise
| Kategorie | Preisträger      | Programm                                                                                          | Nominierungen |
| --- | ---------------- | ------------------------------------------------------------------------------------------------- | --- |
| Outstanding Single Performance By An Actor (Lead or Support) (Bester Einzeldarsteller)                                  | Jack Klugman     | Preston & Preston (Episode 3.16: Blacklist), CBS                                                  | James Earl Jones für East Side/West Side (Episode 1.7: Who Do You Kill?), CBS Roddy McDowall für Arrest and Trial (Episode 1.12: Journey Into Darkness), ABC Jason Robards für Hallmark Hall of Fame (Episode: Abe Lincoln In Illinois), NBC Rod Steiger für Bob Hope Presents the Chrysler Theatre (Episode 1.22: A Slow Fade To Black), NBC Harold J. Stone für The Nurses (Episode 2.21: Nurse Is A Feminine Noun), CBS |
| Outstanding Single Performance By An Actress (Lead or Support) (Beste Einzeldarstellerin)                               | Shelley Winters  | Bob Hope Presents the Chrysler Theatre (Episode 1.15: Two Is The Number), NBC                     | Ruby Dee für The Nurses (Episode 1.29: Express Stop From Lennox Avenue), CBS Bethel Leslie für The Richard Boone Show (Episode 1.1: Statement Of Fact), NBC Jeanette Nolan für The Richard Boone Show (Episode 1.7: Vote NO on 11!), NBC Diana Sands für East Side/West Side (Episode 1.7: Who Do You Kill?), CBS |
| Outstanding Performance By An Actor in a Series (Lead) (Bester Serienhauptdarsteller)                                   | Dick Van Dyke    | The Dick Van Dyke Show, CBS                                                                       | Richard Boone für The Richard Boone Show, NBC Dean Jagger für Mr. Novak, NBC David Janssen für Auf der Flucht, ABC George C. Scott für East Side/West Side, CBS |
| Outstanding Performance By An Actress In A Series (Lead) (Beste Serienhauptdarstellerin)                                | Mary Tyler Moore | The Dick Van Dyke Show, CBS                                                                       | Shirley Booth für Hazel, NBC Patty Duke für The Patty Duke Show, ABC Irene Ryan für The Beverly Hillbillies, CBS Inger Stevens für Katy, ABC |
| Outstanding Performance In A Supporting Role By An Actor (Bester Seriennebendarsteller)                                 | Albert Paulsen   | Bob Hope Presents the Chrysler Theatre (Episode 1.6: One Day In The Life Of Ivan Denisovich), NBC | Sorrell Booke für Dr. Kildare (Episode 2.34: What's God to Julius?), NBC Conlan Carter für Combat! (Episode 2.20: The Hostages), ABC Carl Lee für The Nurses (Episode 1.29: Express Stop From Lenox Avenue), CBS |
| Outstanding Performance In A Supporting Role By An Actress (Beste Seriennebendarstellerin)                              | Ruth White       | Hallmark Hall of Fame (Episode: Little Moon Of Alban), NBC                                        | Martine Bartlett für Arrest and Trial (Episode 1.12: Journey Into Darkness), ABC Anjanette Comer für Arrest and Trial (Episode 1.12: Journey Into Darkness), ABC Rose Marie für The Dick Van Dyke Show, NBC Claudia McNeil für The Nurses (Episode 1.29: Express Stop From Lenox Avenue), CBS |
| Outstanding Performance In A Variety Or Musical Program Or Series (Bester Darsteller Unterhaltungs- oder Musikprogramm) | Danny Kaye       | The Danny Kaye Show, CBS                                                                          | Judy Garland für The Judy Garland Show, CBS Barbra Streisand für The Judy Garland Show, CBS Burr Tillstrom für That Was The Week That Was, NBC Andy Williams für The Andy Williams Show, NBC |